# Paul E. Garber Preservation, Restoration, and Storage Facility

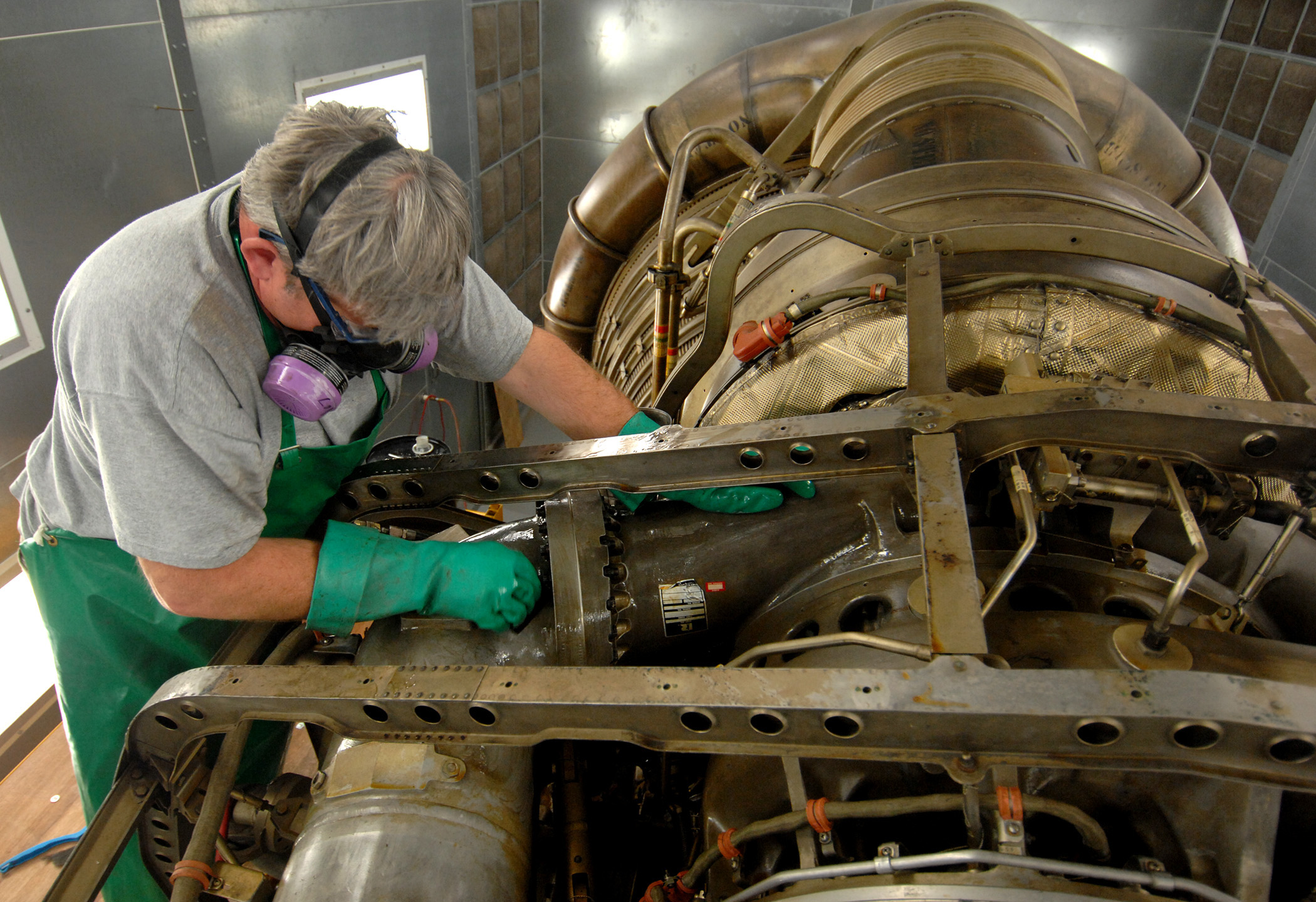
Restauration d'un moteur-fusée F-1.

La Paul E. Garber Preservation, Restoration, and Storage Facility, surnommée Silver Hill, est une installation située à Suitland dans le Maryland. Cette installation sert à la Smithsonian Institution pour la restauration d'aéronefs et d'artefacts en lien avec l'aéronautique et l'astronautique.
Situé à côté du Museum Support Center - une installation qui sert le même objectif pour les autres musées de la Smithsonian - le Paul E. Garber Facility était autrefois le principal centre de restauration d'artefacts du National Air and Space Museum. Le musée y stocke toujours des avions et d'autres objets, mais la plupart des activités de stockage et de restauration ont été transférées dans le hangar de restauration Mary Baker Engen du Steven F. Udvar-Hazy Center à Chantilly, en Virginie. L'installation n'est pas ouverte au public.
Il est nommé en l'honneur de Paul E. Garber, un conservateur du Smithsonian qui a consacré la majeure partie de sa carrière à l'entretien d'une collection d'avions historiques. Il a été créé au début des années 1950 par Garber pour stocker, protéger la collection croissante d'avions de la Seconde Guerre mondiale du musée et fournir l'espace nécessaire à leur restauration. L'installation se compose de 32 bâtiments métalliques sans prétention. 19 de ces bâtiments sont consacrés au stockage d'avions, d'engins spatiaux, de moteurs et de diverses pièces en attente de restauration. Un bâtiment est consacré à un grand atelier de restauration, et trois bâtiments sont destinés à la création d'expositions.
Les restaurateurs font parfois appel à d'autres professionnels du Smithsonian, comme des experts en restauration de peintures d'art, pour les consulter sur des projets de restauration d'avions. À ce jour, le plus grand projet de restauration entrepris par le Garber Facility a été celui du B-29 Superfortress Enola Gay. Les travaux ont commencé en 1984. Le fuselage à lui seul a nécessité 10 ans de travail. L'avion a finalement été livré au Centre Steven F. Udvar-Hazy en 11 chargements de semi-remorques en l'espace de trois mois en 2003.
Environ 65 combinaisons spatiales des programmes Mercury, Apollo et d'autres programmes spatiaux américains avaient été stockées dans une salle à environnement contrôlé.
Le toit s'est effondré sur l'entrepôt n°21 de l'installation juste avant l'aube du 10 février 2010 lors d'un blizzard et de la deuxième tempête de neige de la région sur une période de cinq jours de 30 à 75 centimètres de neige. L'entrepôt, dont la démolition est prévue après le transfert des artefacts au Centre Steven F. Udvar-Hazy, contenait des avions et des vaisseaux spatiaux historiques qui ont été exposés à des températures inférieures au point de congélation et à la poudre neigeuse. On ne pensait pas qu'ils étaient endommagés, car ils se trouvaient tous dans des boîtes ou des caisses de protection sur des étagères qui soutenaient encore des parties de l'entrepôt.